# Klene
Klene is een oorspronkelijk uit Amsterdam afkomstige Nederlandse fabrikant van zoetwaren, voornamelijk bekend vanwege de productie van drop. Klene is, nadat het in 1999 is overgenomen door branchegenoot Van Melle, sinds 2001 onderdeel van Perfetti Van Melle. De fabriek van Klene is sinds 1986 gevestigd in Hoorn, op het bedrijventerrein Hoorn80.

## Assortiment
Het bekendste snoepgoed van Klene is muntdrop, Salmiakriksen, suikervrije drop en Ademin. Na de overname door Van Melle in 1999 is veel geïnvesteerd in nieuwe producten. Zo is de productlijn Pioniers gelanceerd, drop met een hoger gehalte aan arabische gom. Naast zoete en zoute drop bevat deze lijn ook bijzondere soorten drop als anijsdrop (Handelsvloot) en drop met tuinkruiden (Vliegeniers).
In 2007 is Klene ook andere snoepsoorten met drop gaan combineren, zoals winegums en toffees.

## Historie

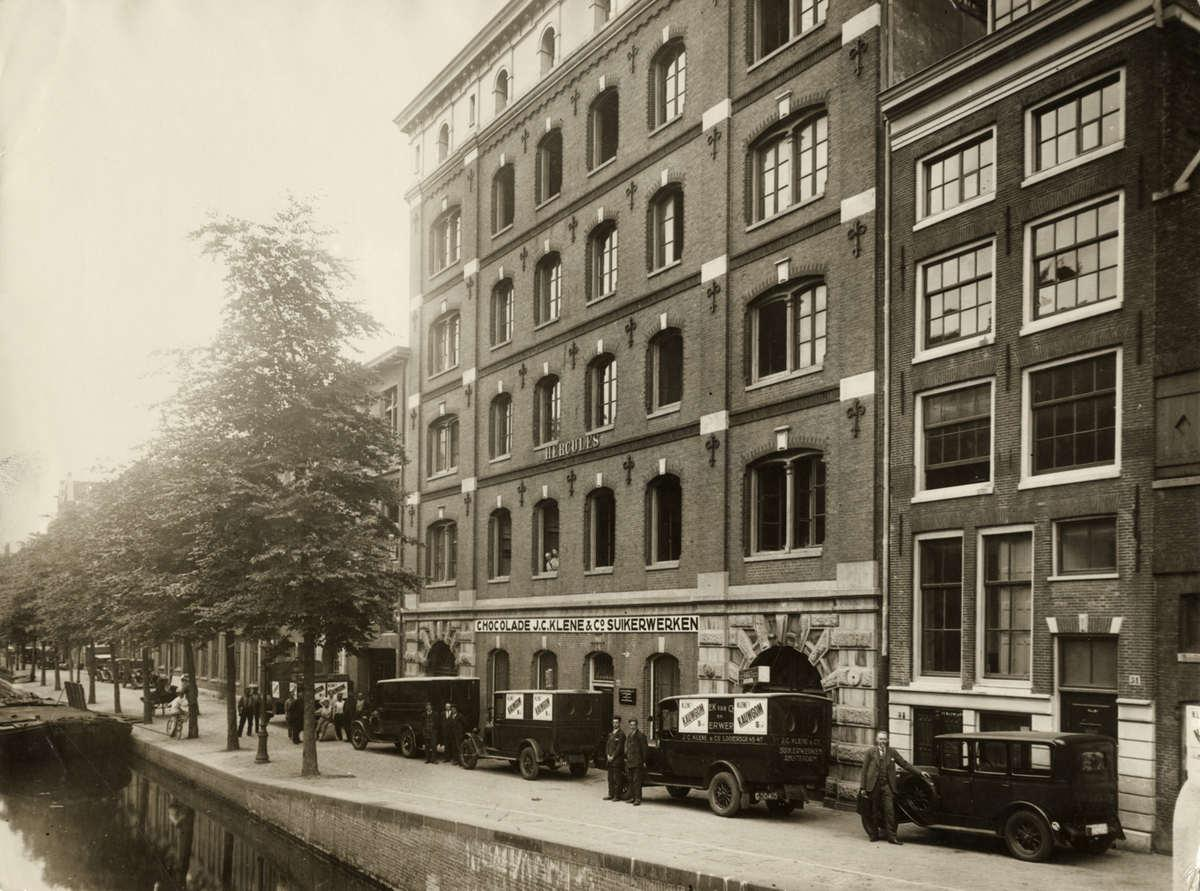
Chocolade- en Suikerwerkenfabriek van J.C. Klene en Co. in Amsterdam, 1930

De geschiedenis van zoetwarenfabrikant Klene gaat terug tot 1876. In dat jaar begon oprichter J.C. (Johannes Coenradus) Klene, geboren Amsterdammer, zijn carrière als confiseur in Rotterdam. In de beginperiode maakte Klene voornamelijk hard suikerwerk, zoals pepermunt. Het assortiment werd later uitgebreid met koek, chocolade en gomballen. Na 17 jaar aan de Korte Wijnstraat gevestigd te zijn geweest, verhuisde Klene de productie naar de Bierstraat te Rotterdam.
In 1908 werd J.C. Klene benaderd door concurrent Izaak van Melle. Van Melle werkte sterk exportgericht en door de sterke groei van de export had Van Melle een ernstig tekort aan productiecapaciteit. In ruil hiervoor deed het bedrijf de exportlicentie voor Klein-Azië en Syrië van de hand. Klene ging akkoord met dit aanbod. Johannes Klene betrok zijn zoon, Frederik Klene, bij het bedrijf. Bij het overlijden van de oprichter in 1914 had Frederik Klene de leiding goeddeels overgenomen.
Frederik Klene richtte eind 1915, samen met de koopmansfamilie Blans uit Zaandam en de Hilversumse zakenman Hendrik Bakels, de Naamloze Vennootschap Fabriek van Chocolade en Suikerwerken J.C. Klene en Co. op. De NV kocht een pand aan de Looiersgracht in Amsterdam. Daar werden de eerste snoeprollen ter wereld gemaakt, de Frujetta's. In de jaren 30 van de 20e eeuw kwam Klene met de (nog steeds verkrijgbare) Ademin-pastilles en het Nederlandsche Maagpepermunt.
Na een moeizame periode van economische crisis en oorlog werd in 1946 de productie hervat. De suikerwerken gingen in 1948 van de bon en in 1949 kwam ook de handel in drop weer vrij.
In de loop van de jaren veertig en vijftig van de 20e eeuw stopten steeds meer Klenes met werken bij het familiebedrijf. Frederik Klene trad af als directeur, maar bleef na de oorlog nog aan als adviseur, om uiteindelijk met pensioen te gaan. Met het overlijden van Simone Klene, eind jaren 50 van de 20e eeuw, was Klene geen familiebedrijf meer.
Sinds 1986 is Klene gevestigd in Hoorn. Daarnaast heeft Klene lange tijd een fabriek in Zaandam gehad, waar snoepgoed voor de firma Verduijn werd geproduceerd. In de loop van de jaren 90 van de 20e eeuw werd op het bedrijventerrein Hoorn80 een nieuwe fabriek gebouwd. Na oplevering van de nieuwbouw werd de productie vanuit Zaandam gefaseerd overgeplaatst naar de Hoornse vestiging.

## Bekende ex-medewerkers
Onder de oud-medewerkers van Klene zijn ook enkele bekende Nederlanders te vinden. Zo hebben Johnny Kraaykamp sr. en Willy Alberti voor het bedrijf gewerkt.